# Айвасилска кула
Айвасилската кула (на гръцки: Πύργος του Αγίου Βασιλείου) е византийска кула в село Агиос Василиос (Ай Васил), Егейска Македония, Гърция.

## Местоположение
Намира се на южния бряг на Айвасилското езеро, срещу изхода на пътна ос, която, пресичайки планината Хортач (Хортиатис), свързва Солун с южния ръкав на пътя Виа Егнация.

## История
Кулата е строена през XIV век, която вероятно не е служила за защита на селото, а е свързана с доставката на стоки от риболова и селското стопанство, идващи от езерото и околните плодородни райони. Според традицията кулата и селото носят името си от император Василий I Македонец от IX век. Съществува хипотеза, че кулата датира от по-рано – от периода на Константин Порфирогенет в X век. Морфологичните данни отхвърлят тази версия, но не е известно дали не е съществувала все пак по-стара сграда на същото място, в действителност от X век.
В 1969 година кулата е обявена за паметник на културата.
Паметникът претърпя щети от земетресението през 1978 година, когато се срутва голяма част от надстройката.
В периода 2007 - 2008 година са извършени мащабни реставрационни работи, които включват реконструкция на части от кулата с помощта на строителен материал, подобен на оригиналния.

## Описание
Кулата е с размери 10,5 х 10,5 m и височина около 15 m. Четири 1,0 x 0,4 m опори са оформени външно от всяка страна на него, разположени на около 2 метра една от друга. Зидарията следва несъвършената система от тухли с хоризонтално подредени тухли и камъни и варов разтвор като свързващ материал. На интервали е подсилен по периметъра със система от дървени връзки.
Единственият вход е от източната страна и е повдигнат от съображения за безопасност.